# ماري كاردويل دوسن
ماري كاردويل دوسن (بالإنجليزية: Mary Cardwell Dawson)‏ هي مغنية أوبرا وعازفة بيانو أمريكية، ولدت في 14 فبراير 1894 في ماديسون في الولايات المتحدة، وتوفيت في 19 مارس 1962.